# VDT作業

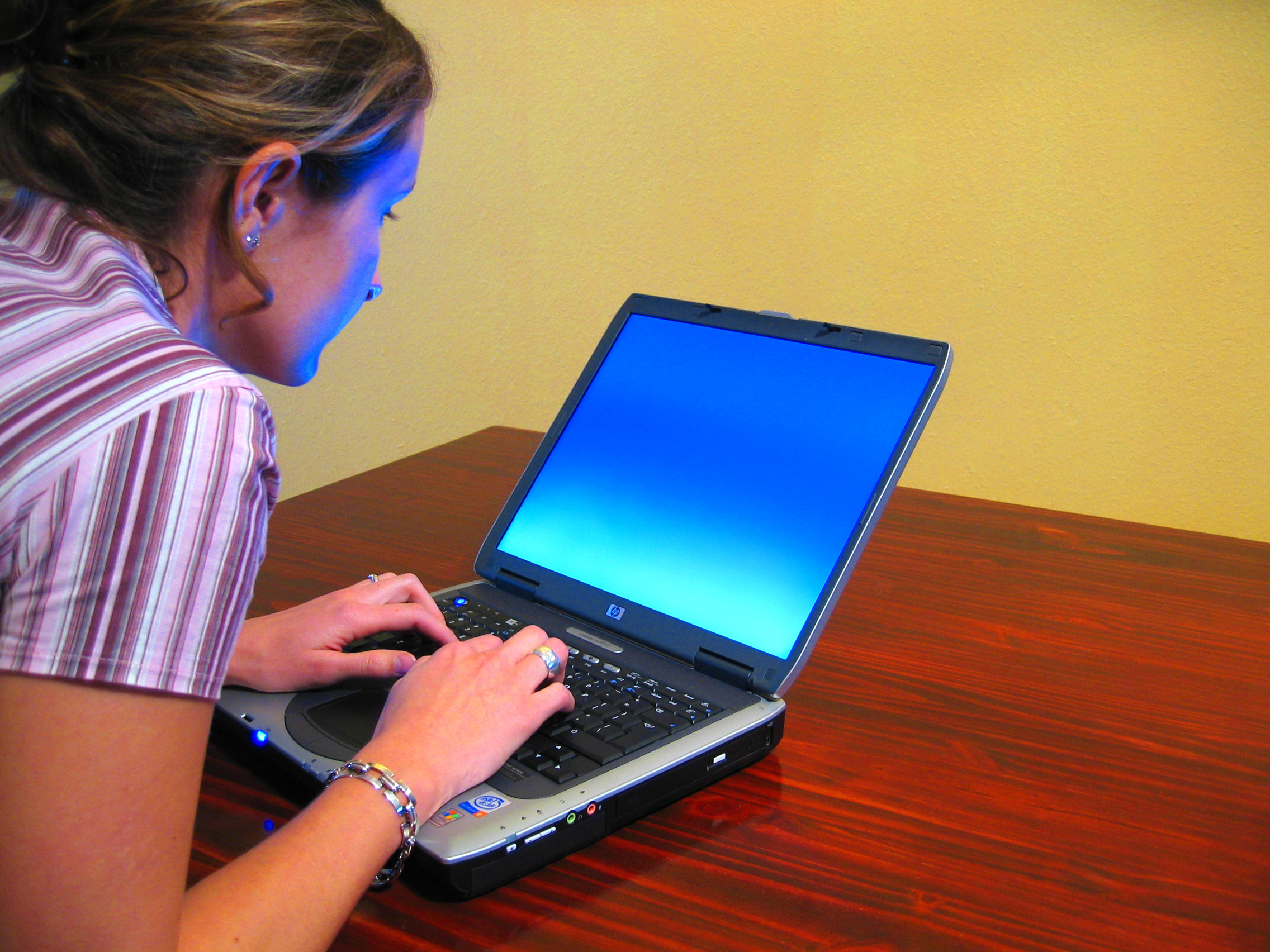
ラップトップPCでの作業

VDT作業（ブイ・ディー・ティーさぎょう）とは、ディスプレイを持つ画面表示装置、言い換えるとVDT (Visual Display Terminals)を用いた作業のこと。コンピュータや監視カメラを用いた作業を指す。
VDT作業はVDT症候群のように、心身の負担を感じさせることにつながるため、厚生労働省においても「VDT作業における労働衛生環境管理のためのガイドライン」を定めている。1985年12月20日に、「VDT作業のための労働衛生上の指針」（基発第705号）がはじめて作成される。2002年に全面的に改訂され「「VDT作業における労働衛生管理のためのガイドライン」（基発第0405001号）となる。こちらは、新VDT作業ガイドラインとも呼ばれる。
VDT作業における労働衛生環境管理のためのガイドラインでは、具体的にディスプレイ・入力機器・いす・机等の物理的な環境整備のほか、「一連続作業時間が1時間を超えないようにし、次の連続作業までの間に10分～15分の作業休止時間を設け、かつ、一連続作業時間内において1回～2回程度の小休止を設けること」などを求めている。この作業休止時間には、VDT作業以外の作業を10-15分行いVDT作業による弊害をなくす。
また、照明や採光またはカーテンによって、室内やキーボードとの明暗の著しい差を避け、また、まぶしくなくし、光の写りこみを避ける。
楽な姿勢をとり、椅子や机も調整し、ディスプレイは目から40cm以上の距離を取る。